# The Real O’Neals
 The Real O'Neals  – amerykański serial telewizyjny (sitcom) wyprodukowany przez Di Bonaventura Television, Hypomania Content oraz ABC Studios. Serial jest adaptacją powieści o tym samym tytule autorstwa Dana Savage. The Real O’Neals był emitowany od 2 marca 2016 roku do 14 marca 2017 roku przez ABC.

13 maja 2016 roku, stacja ABC ogłosiła zamówienie 2 sezonu

12 maja 2017 roku, stacja ABC ogłosiła zakończenie produkcję serialu po dwóch sezonach.

## Fabuła
Serial opowiada o doskonałej na pozór rodzinie katolickiej, której kilka sekretów wychodzi na jaw. To wydarzenie zmienia życie rodziny O'Neal, każdy zaczyna mówić co naprawdę myśli.

## Obsada
- Martha Plimpton jako Eileen O'Neal
- Jay R. Ferguson jako Pat O'Neal[4]
- Noah Galvin jako Kenny O'Neal[5]
- Matt Shively jako Jimmy O'Neal[6]
- Bebe Wood jako Shannon O'Neal[6]
- Mary Hollis Inboden jako Jodi

## Odcinki
| Sezon | Sezon | Odcinki | Oryginalna emisja    | Oryginalna emisja | Oryginalna emisja | Oryginalna emisja | Oryginalna emisja |
| Sezon | Sezon | Odcinki | Premiera sezonu      | Finał sezonu      | Premiera sezonu   | Finał sezonu      |                   |
| ----- | ----- | ------- | -------------------- | ----------------- | ----------------- | ----------------- | ----------------- |
|       | 1     | 13      | 2 marca 2016         | 24 maja 2016      | brak danych       | brak danych       |                   |
|       | 2     | 16      | 11 października 2016 | 14 marca 2017     | brak danych       | brak danych       |                   |

## Produkcja
27 stycznia 2015 roku, stacja  ABC zamówiła pilotowy odcinek The Real O'Neals

8 maja 2015 roku, stacja ABC oficjalnie zamówiła pierwszy sezon serialu na sezon telewizyjny 2015/2016, którego premiera przewidziana jest na  midseasonie. Pierwszy sezon The Real O’Neals będzie składał się z 13 odcinków